# Cage d'escalier
 (septembre 2023).

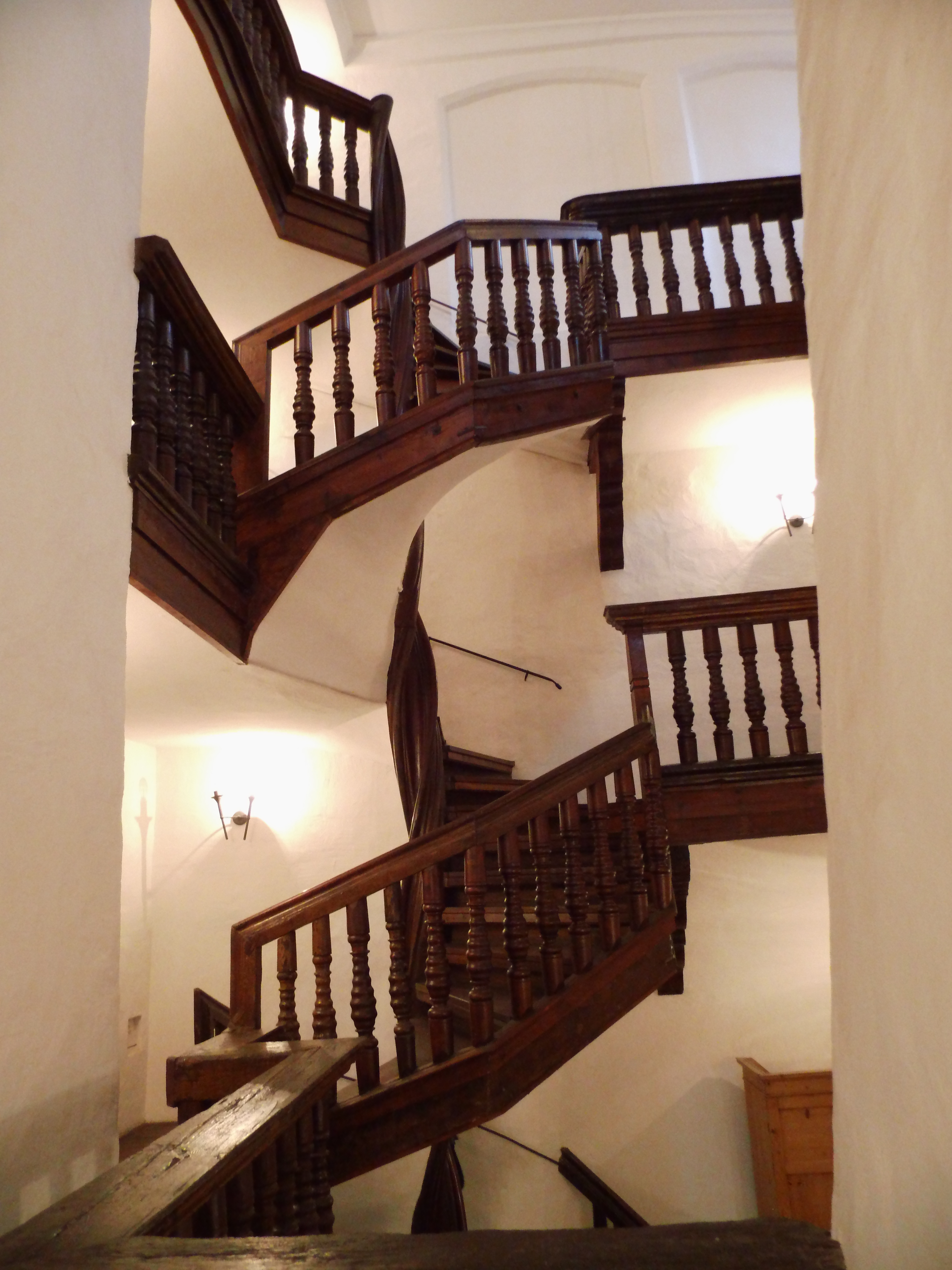
Cage d'escalier ancienne à Görlitz, Allemagne.

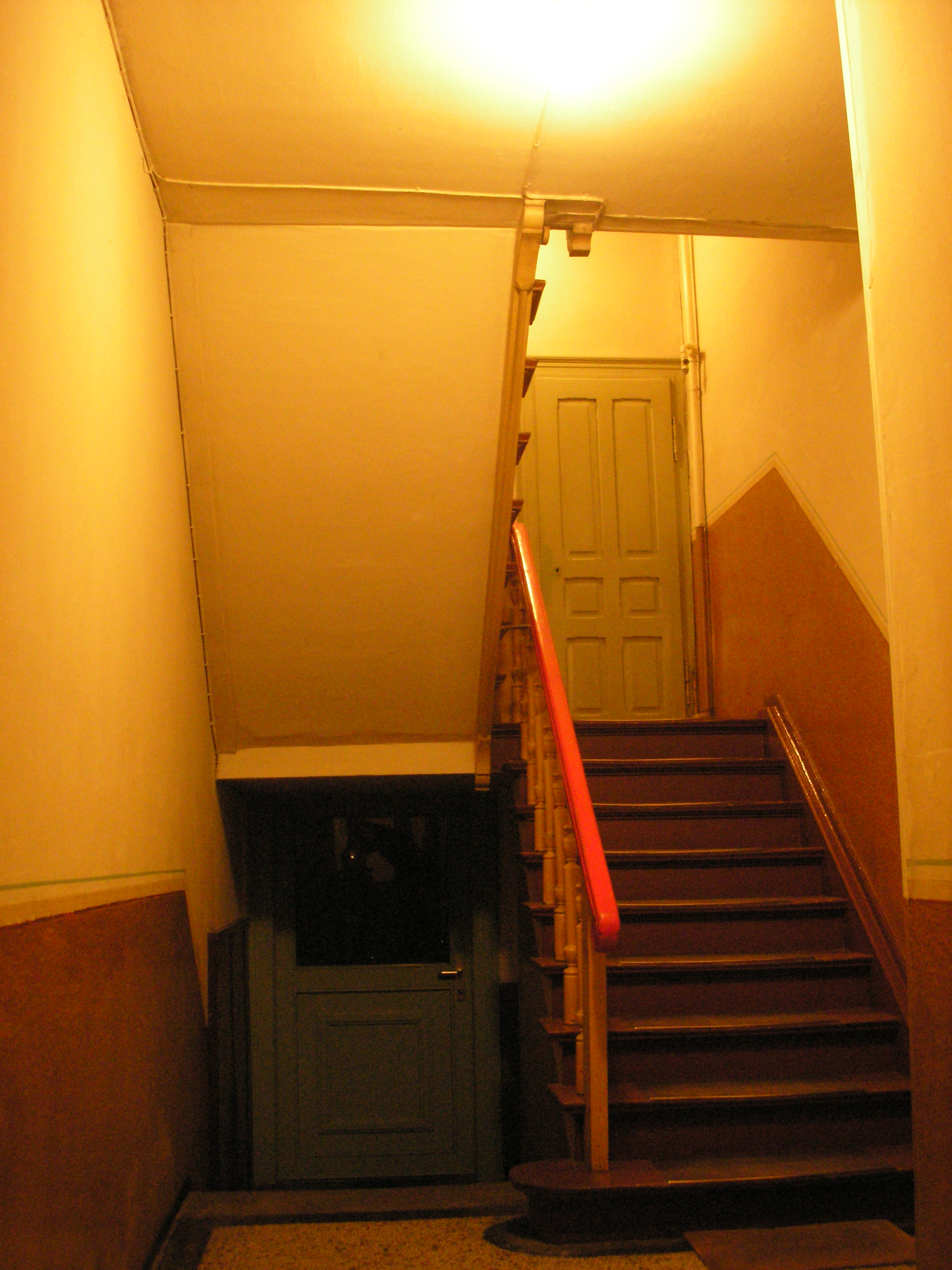
Cage d'escalier d'un immeuble de rapport, vers 1900.

Une cage d'escalier est la partie d'un bâtiment, ou l'espace de ce bâtiment qui comprend un escalier reliant verticalement plusieurs étages ou niveaux d'élévation.
La cage d'escalier est un élément fonctionnel qui donne accès aux différents niveaux d'un bâtiment à plusieurs étages. Les éléments d'un ascenseur et de sa machinerie se situent le plus souvent dans une pièce généralement au sous-sol à proximité immédiate de la cage d'escalier.

## Notions

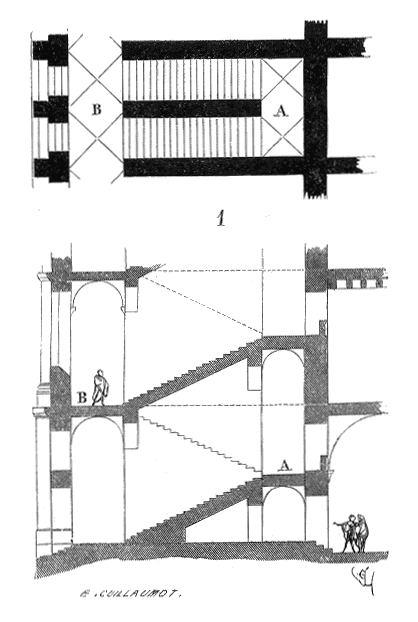
Plan et coupe d'une cage d'escalier.

La couche supérieure horizontale d'une cage d'escalier se nomme ciel d'escalier.

### Escalier intérieur

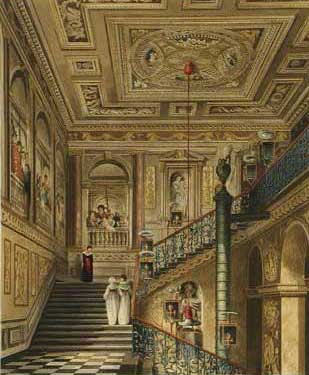
Cage d'escalier intérieure, Kensington Palace.

Les escaliers intérieurs sont internes à la structure du bâtiment. Ils ne sont pas adossés à un mur extérieur et, sans fenêtres, ne reçoivent pas de lumière naturelle ni ne bénéficient d'aération extérieure.

### Cage d'escalier
Les cages d'escalier sont en règle générale distinctes de l'espace principal du bâtiment. Adossées à un mur extérieur, elles sont éclairées par la lumière du jour et peuvent ainsi être aérées.

### Escalier de secours
Les escaliers de secours, présents notamment dans les étages les plus élevés d'un bâtiment, sont également appelés escaliers nécessaires dans le droit de la construction. Les consignes de lutte contre les incendies peuvent varier selon les pays et les législations. 
Une cage d'escalier est soumise en général à des règles particulières de construction, notamment en excluant les matériaux facilement inflammables. Son accès peut être limité à des portes coupe-feu, et elle peut comprendre des dispositifs d'alerte ou de désenfumage, voire d'éclairage de secours.
Une cage d'escalier sécurisée répond à des consignes plus exigeantes encore, notamment dans le cas où il n'existe pas d'autre voie de secours.
L'utilisation d'un ascenseur est en général impossible en cas d'incendie.

## Architecture
Les escaliers intérieurs ont souvent été décorés de façon somptueuse, car ils remplissaient une fonction de représentation primordiale, comme dans le modèle européen de la villa classique à deux étages. Ces escaliers d'apparat centraux pouvaient être conçus comme une extension du modèle de la maison de maître anglaise, dans laquelle un escalier de coin donne accès à l'étage supérieur.

## Construction
Les escaliers en U autour d'une cloison centrale, avec palier et demi-palier sont la forme de construction la plus simple, car les marches peuvent être ancrées dans les murs à leurs deux extrémités.
Les marches peuvent également être désolidarisées des cloisons par un système de joint ou feuillure : elles prennent alors appui sur le palier.

## Éclairage
L'éclairage de la cage d'escalier répond à une obligation de sécurité, valable également pour les escaliers extérieurs. Elle repose en général sur un système électrique de minuterie ou de va-et-vient, voire de cellule photoélectrique. Des systèmes d'éclairage intégré au mouvement permettent d'orienter la lumière vers les marches sollicitées. 

## Aspects juridiques
La cage d'escalier d'un bâtiment en copropriété est considérée comme élément des parties communes, en raison de l'obligation de sécurité qu'elle fait peser sur l'ensemble du bâtiment. Ceci vaut tant qu'elle n'est pas située à l'intérieur d'un appartement et qu'elle reste le seul accès aux autres étages.